# Lista över borgmästare i Nyköping
Detta är en lista över borgmästare i Nyköping.

## Borgmästare i Nyköping
Borgmästare i Nyköpings stad före 1971.

### Justitieborgmästare
| Ämbetstid | Namn                     | Levnadstid |
| --------- | ------------------------ | ---------- |
| 1614–     | Lars Bengtsson Skytte    | 1574–1634  |
| 1638–1644 | Hans Larsson Preuss      | –1644      |
| 1708–1734 | Jonas Malmberg           | 1670–1747  |
| 1735–1743 | Peter Baillet            | 1671–1743  |
| 1744–1764 | Carl Finerus             | 1700–1770  |
| 1764–1775 | Bengt Adrian Walltinsson | 1726–1775  |
| 1799–1815 | Axel Magnus Rönqvist     | 1771–1843  |
| 1881–     | Carl Wellander           | 1852–1917  |
| 1917–1931 | Gunnar Fant              | 1879–1967  |
| 1953–1968 | Carl Sandblom            | 1908–1984  |

### Politieborgmästare
| Ämbetstid | Namn              | Levnadstid |
| --------- | ----------------- | ---------- |
| 1614–1648 | Joakim Danckwardt | 1565–1648  |
| 1703-1708 | Jonas Malmberg    | 1670–1747  |